# Andranik Karapetyan
Andranik Karapetyan (en arménien : Անդրանիկ Կարապետյան), né le 15 décembre 1995 à Vagharshapat en Arménie, est un haltérophile arménien.

## Biographie
Karapetyan a participé aux Championnats du monde d'haltérophilie 2015 et a terminé 4e au total , mais à la suite de la disqualification de l'haltérophile la corée du Nord Kim Kwang-song (en), Karapetyan reçoit la médaille de bronze au total (363 kg). Il a remporté une médaille d'or aux Championnats d'Europe d'haltérophilie 2016 soulevant 170 kg à l'arraché et 197 kg à l'épaulé-jeté, soit 367 kg au total. Il
Lors des Jeux olympiques de 2016, il se blesse au coude gauche lors de l'épreuve olympique des moins de 77 kg, il tentait un épaulé-jeté de 195 kg pour espérer décrocher la médaille de bronze.
Il est médaillé d'or à l'arraché dans la catégorie des moins de 89 kg aux Championnats du monde d'haltérophilie 2021 à Tachkent.
Aux Championnats d'Europe d'haltérophilie 2023 à Erevan, il est médaillé d'or à l'arraché et médaillé d'argent au total dans la catégorie des moins de 89 kg.

## Palmarès

### Championnats du monde
- 2021 à Tachkent
  -  Médaille d'or à l'arraché en moins de 89 kg
- 2019 à Pattaya
  -  Médaille de bronze à l'arraché en moins de 81 kg
- 2015 à Houston
  -  Médaille de bronze à l'arraché en moins de 77 kg

### Championnats d'Europe
- 2023 à Erevan
  -  Médaille d'argent au total en moins de 89 kg
  -  Médaille d'or à l'arraché en moins de 89 kg
- 2022 à Tirana
  -  Médaille d'argent à l'arraché en moins de 89 kg
- 2021 à Moscou
  -  Médaille de bronze au total en moins de 89 kg
  -  Médaille de bronze à l'arraché en moins de 89 kg
- 2016 à Førde
  -  Médaille d'or au total en moins de 77 kg
  -  Médaille d'or à l'arraché en moins de 77 kg
  -  Médaille d'or à l'épaulé-jeté en moins de 77 kg
- 2015 à Tbilissi
  -  Médaille de bronze au total en moins de 77 kg
  -  Médaille d'or à l'arraché en moins de 77 kg